# Anouschka Renzi

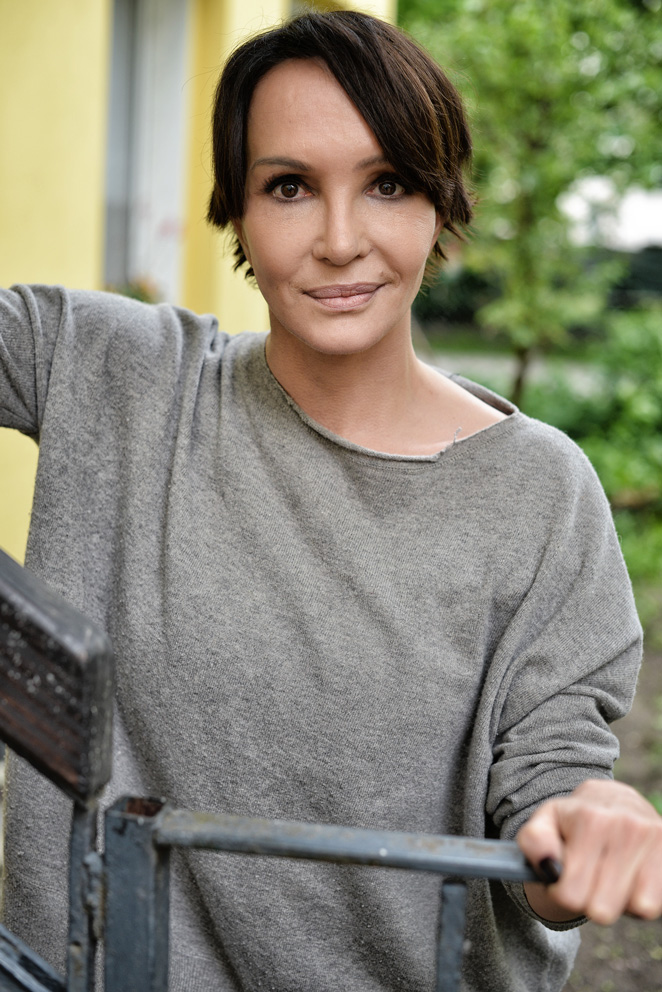
Anouschka Renzi, 2014

Anouschka Renzi (* 6. August 1964 in Berlin; bürgerlich Anouschka Hubschmid) ist eine deutsch-schweizerische Schauspielerin.

## Leben
Anouschka Renzi ist die Tochter der Schauspielerin Eva Renzi und eines Bolivianers. Nach der Heirat ihrer Mutter mit dem Schweizer Schauspieler Paul Hubschmid wurde sie von diesem adoptiert.
Die Eheschließung 1989 mit einem Israeli erfolgte wie die Heirat ihrer Mutter in Las Vegas, in Deutschland anerkennen ließ Anouschka Renzi sie nicht. 1995 heiratete sie den Schauspieler Jochen Horst, im Frühjahr 1998 kam die gemeinsame Tochter zur Welt. 1998 trennte sich das Paar nach sieben Jahren Beziehung und ließ sich 2000 scheiden. Renzis 2002 geschlossene Ehe mit einem Juristen wurde 2016 geschieden. Sie lebt in Berlin.

## Karriere
1981, im Alter von 17 Jahren, stand Renzi das erste Mal auf einer Theaterbühne in Berlin. Im selben Jahr zog sie nach New York, um Schauspielunterricht am dortigen Lee Strasberg Institute zu nehmen. Danach war sie in zahlreichen Fernsehproduktionen, Kinofilmen und Theaterinszenierungen zu sehen. 1988 wurde der von ihr gesungene Synthie-Pop-Titel Robot Love bei Teldec veröffentlicht.
Im November 1985 wie im September 2003 war Renzi auf der Titelseite sowie mit einer Fotostrecke im Herrenmagazin Playboy präsent.
Im  Januar 2022 nahm sie an der 15. Staffel der Realityshow Ich bin ein Star – Holt mich hier raus! des Fernsehsenders RTL teil und belegte den sechsten Platz. Sie erzählte dort, dass sie an  ADS (einem Aufmerksamkeitsdefizitsyndrom) leide.

## Kontroverse mit Désirée Nick
Die Entertainerin Désirée Nick griff Renzis Schönheitsoperationen auf und verarbeitete sie nach Renzis zweitem Playboy-Auftritt in ihrer Varietéshow. Anfang 2004 erwirkte Renzi eine einstweilige Verfügung gegen Nick, mit der ihr sechs Äußerungen über angebliche Schönheitsoperationen bei Androhung eines Ordnungsgeldes bis zu 250.000 Euro untersagt wurden. Nick legte Rechtsmittel ein, es folgte ein monatelanger, öffentlichkeitswirksamer Streit, über den Renzi urteilte, dass es ein Fehler gewesen sei, überhaupt auf Nicks Äußerungen eingegangen zu sein und ihr damit eine öffentliche Werbeplattform für sich und ihr Kabarettprogramm geboten zu haben. Der Streit wurde schließlich beendet, die Verfügung aufgehoben und ein Vergleich geschlossen, über den beide Parteien Stillschweigen vereinbart haben.

## Filmografie (Auswahl)
Kino
- 1985: Das Wunder
- 1985: Die Küken kommen
- 1986: Rotlicht!
- 1990: Der doppelte Nötzli
- 1991: Erfolg
- 1992: Undine
- 1999: Kiss Me!
- 2012: Das Missen-Massaker
- 2019: Tal der Skorpione

Fernsehen
- 1986: Das Mord-Menü (Fernsehfilm)
- 1992: Wolffs Revier – Tommy ist tot
- 1994: Due madri per Rocco (Fernsehfilm)
- 1994: Dark Desires: Anna
- 1995: A.S. – Gefahr ist sein Geschäft – Hungrige Augen (Fernsehserie)
- 1995: Wolffs Revier – Amigos
- 1995: Ein Fall für zwei – Tödlicher Kaufrausch
- 1996: Der Schattenmann (Fünfteiler)
- 1996: Die Stimme des Mörders (Fernsehfilm)
- 1996: Sylter Geschichten – Flirts mit Folgen
- 1996–2005: Forsthaus Falkenau – diverse Folgen
- 1997: Tatort – Eulenburg
- 1998: Der König von St. Pauli (Sechsteiler)
- 1998: Balko – Bring mir den Kopf von Balko!
- 1999: In aller Freundschaft – Der Fremde in meinem Haus
- 1999: Die Wache – Der letzte Auftritt
- 2000: Küstenwache – Stunden des Schicksals
- 2000: Die Todeswelle – Eine Stadt in Angst (Fernsehfilm)
- 2000: Ein Fall für zwei – Gott ist mein Zeuge
- 2002: Klinikum Berlin Mitte – Leben in Bereitschaft – Die Entführung
- 2002: Edel & Starck – Reine Vertrauenssache
- 2005–2007: Schöni Uussichte
- 2005: SOKO Leipzig – Die Moorleiche
- 2006: In aller Freundschaft – Zu zweit allein
- 2010: Gier (Zweiteiler)
- 2010/2011: Verbotene Liebe
- 2012: Das perfekte Promi-Dinner
- 2017: Der Staatsanwalt – Tyrannenmord
- 2018: Ein starkes Team – Tödlicher Seitensprung
- 2018: Alice – The Darkest Hour
- 2019: 6 Mütter
- 2022: Ich bin ein Star – Holt mich hier raus!
- 2023: Ich bin ein Star – Die Stunde danach
- 2024: Promi Big Brother – Die Late Night Show
- 2025: Kampf der Realitystars

## Theater
- 1985–1988: Festes Engagement am Schauspielhaus Hamburg, u. a. Zusammenarbeit mit Peter Zadek und Andrew Carr
- 1991: Theatre de Odeon Maß für Maß (Rolle: Juliette, Regie: Peter Zadek)
- 1992: Schauspielhaus Zürich, Genf, Basel und Brüssel Die Geschichte Europas (Hauptrolle: Rosa Luxemburg, Regie: Jean-Claude Armyl)
- 1997: Tourneetheater Erich Kuhnen Lulu (Rolle: Lulu, Regie: Helmut Stauss)
- 2000: Tourneetheater Erich Kuhnen Cyprlenne (Hauptrolle: Cyprienne des Prunelles, Regie: Helmut Strauss)
- 2002/2003: Theater am Kurfürstendamm in Liebe, List und Leidenschaft (Rolle: Beatrice, Regie: Michael Wedekind) und Dinner Party (Regie: Michael Wedekind)
- 2004–2006: Berliner Ensemble mit dem Stück Peer Gynt (Rolle: Anitra, Regie: Peter Zadek)
- 2006: Theater an der Kö: Vier Frauen und ein Unfall (Rolle: Liane, Regie: René Heinersdorff)
- 2007–2008: Nibelungen-Festspiele Worms Die letzten Tage von Burgund (Rolle: Sylva, Regie: Dieter Wedel)
- 2007: Schauspiel Bonn Hedda Gabler (Hauptrolle: Hedda, Regie: Arie Singer)
- 2009: Theater am Dom Köln Mondscheintarif (Rolle: Joanna, Regie: Katja Wolf)
- 2011: Nibelungen-Festspiele Worms Die Geschichte des Joseph Süß Oppenheimer genannt „Jud Süß“ (Rolle: Frau von Götz, Intendant, Regisseur und Autor: Dieter Wedel)
- 2015: Piraten-Open-Air Sturm über den Caymans (Rolle: Mary Read, Regie: Benjamin Kernen)
- 2016: Schloßtheater Neuwied Die Kameliendame (Rolle: Marguerite Gautier)
- 2018: Die Komödie Frankfurt Das Blaue vom Himmel (Rolle: Frau von Bernard, Regie: Thomas Schendel)
- 2019: Theater am Dom Köln Mondscheintarif (Rolle: Joanna, Regie: Katja Wolf)
- 2021: Piraten-Open-Air Ein Königreich vor dem Wind (Rolle: Wakki Bakki, Regie: Benjamin Kernen)
- 2022: Theater im Rathaus Essen Das Blaue vom Himmel (Regie: Marko Pustišek)